# Маріель Загуніс
Маріель Загуніс  (англ. Mariel Zagunis, 3 березня 1985) — американська фехтувальниця, дворазова олімпійська чемпіонка (2004 та 2008 роки) та дворазова бронзова (2008 та 2016 роки) призерка Олімпійських ігор, чотириразова чемпіонка світу.

## Виступи на Олімпіадах
| Олімпіада           | Дисципліна          | Місце |
| ------------------- | ------------------- | ----- |
| Афіни 2004          | індивідуальна шабля | 1     |
| Пекін 2008          | індивідуальна шабля | 1     |
| Пекін 2008          | командна шабля      | 3     |
| Лондон 2012         | індивідуальна шабля | 4     |
| Ріо-де-Жанейро 2016 | індивідуальна шабля | 9     |
| Ріо-де-Жанейро 2016 | командна шабля      | 3     |